# 1906년 애틀랜타 인종 학살

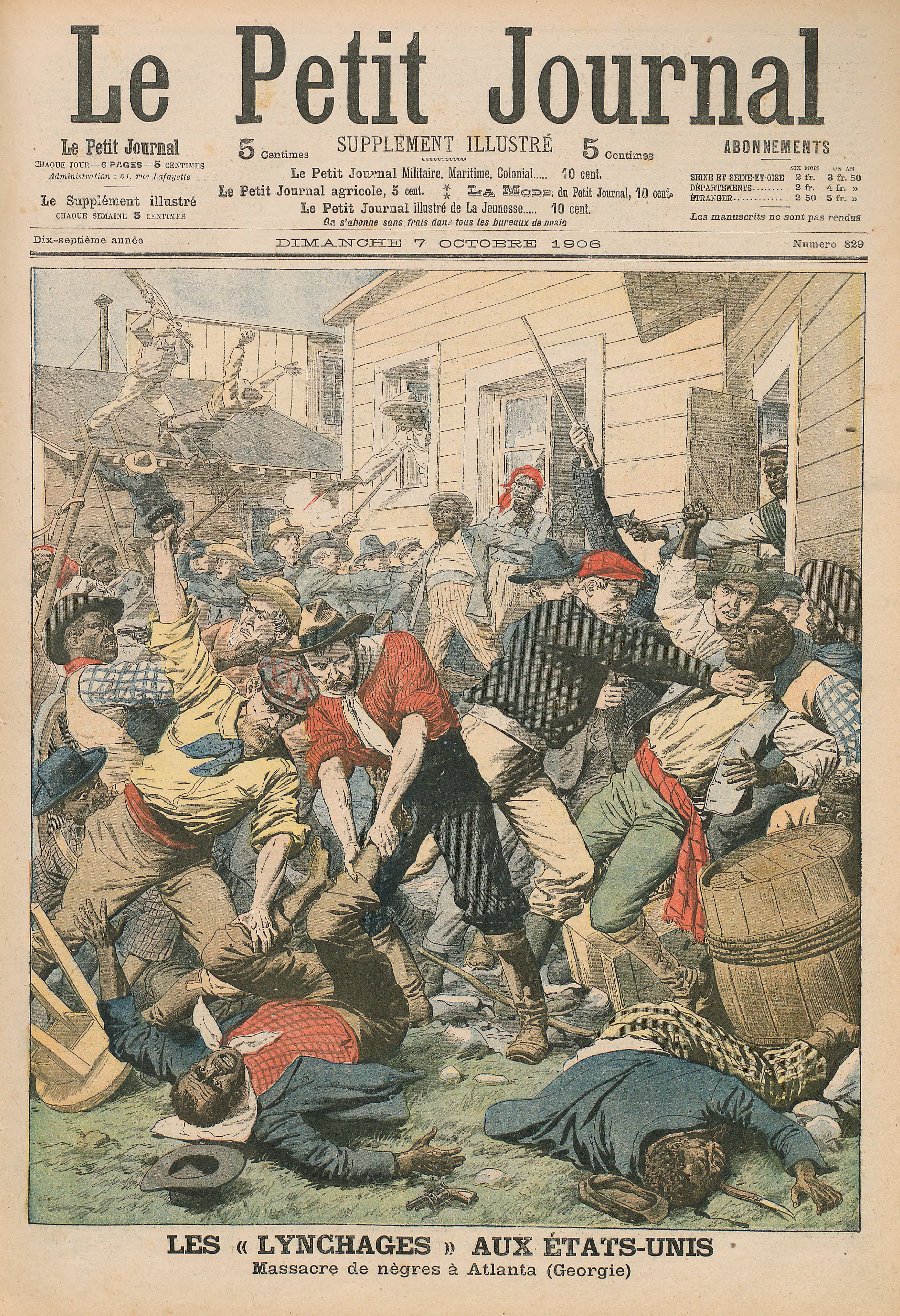

1906년 애틀랜타 인종 학살은 1906년 9월 22일부터 24일까지 조지아주 애틀랜타에서 백인들이 흑인을 학살한 사건으로 흑인 남성들이 현지 여성 4명을 강간하려는 헛소문에 의해 촉발됐다. 해당 학살은 전 세계 언론에 보도됐는데, 가령 르 프티 주르날은 '미국에서의 린치'라는 헤드라인으로 보도했다. 정확한 사망자 수는 알려져 있지 않지만 공식적으로 최소 흑인 25명과 백인 2명이 죽었다. 비공식적 자료들에 따르면 흑인 사망자 수는 10명에서 100명에 이른다.

## 같이 보기
- 털사 인종 학살